# John Randolph Thornton

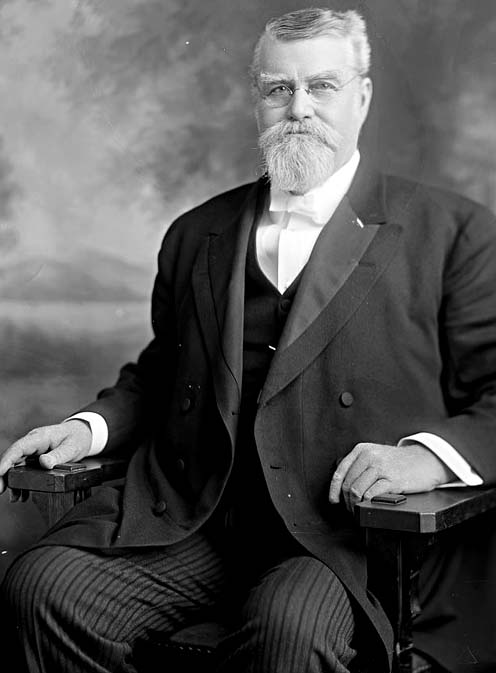
John Thornton

John Randolph Thornton (* 25. August 1846 bei Bayou Goula, Iberville Parish, Louisiana; † 28. Dezember 1917 in Alexandria, Louisiana) war ein US-amerikanischer Politiker (Demokratische Partei), der den Bundesstaat Louisiana im Senat vertrat.
John Thornton wurde auf der Notoway-Plantage in der Nähe der heutigen Geisterstadt Bayou Goula geboren und zog mit seinen Eltern im Jahr 1853 in das Rapides Parish. Er besuchte zunächst das Parker Seminary in Pineville, später dann das McGruder Institute in Baton Rouge und bis 1863 das Louisiana Seminary in Pineville. Bis zum Ende des Bürgerkrieges diente er als Soldat eines Kavallerieregiments in der Armee der Konföderierten. Danach betätigte er sich bis 1877 in der Landwirtschaft. In diesem Jahr studierte er die Rechtswissenschaften, wurde in die Anwaltskammer aufgenommen und begann als Jurist im Rapides Parish zu praktizieren; er fungierte in diesem Bezirk von 1878 bis 1880 auch als Richter. Außerdem nahm er 1898 am Verfassungskonvent von Louisiana teil und gehörte von 1904 bis 1910 dem Aufsichtsgremium der Louisiana State University an.
Nach dem Tod von US-Senator Samuel D. McEnery am 28. Juni 1910 wurde Thornton von Gouverneur Jared Y. Sanders zu dessen Nachfolger im Kongress ernannt. Er nahm sein Mandat ab dem 27. August desselben Jahres wahr und verblieb, nachdem er die Nachwahl für sich entschieden hatte, bis zum 3. März 1915 in Washington. Während dieser Zeit stand er unter anderem dem Fischereiausschuss des Senats vor. 1914 trat er nicht mehr zur Wiederwahl an; nach seinem Ausscheiden aus dem Kongress berief ihn Präsident Woodrow Wilson als Mitglied in einen militärischen Beraterausschuss (Board of Ordnance and Fortification), dem er bis 1917 angehörte. Danach praktizierte Thornton wieder als Anwalt in Alexandria, wo er noch im selben Jahr starb.